# Robert Mugabe
Robert Gabriel Mugabe (Kutama, Zuid-Rhodesië, 21 februari 1924 – Singapore, 6 september 2019) was een Zimbabwaans politicus. Hij was van 1980 tot november 2017 de regeringsleider van de Republiek Zimbabwe, eerst als premier en vanaf 1987 als president.

## Jeugd en vroege carrière
Robert Mugabe werd geboren in het toenmalige Zuid-Rhodesië - een Britse kolonie - in een rooms-katholiek gezin. Hij studeerde in Zuid-Afrika en Tanzania. In 1958 vertrok hij naar het West-Afrikaanse land Ghana, dat door toedoen van president Kwame Nkrumah zojuist de onafhankelijkheid verworven had. Mugabe werd een bewonderaar van president Nkrumah. Het was Nkrumah namelijk als eerste Afrikaanse nationalist gelukt om een Britse kolonie naar de onafhankelijkheid te leiden.
In 1960 keerde Mugabe naar Zuid-Rhodesië terug. Hij werd lid van Joshua Nkomo's National Democratic Party (Nationale Democratische Partij, NDP). In 1961 werd de NDP echter door de Britse autoriteiten verboden en richtten Mugabe en Nkomo de Zimbabwe African People's Union (ZAPU) op. Mugabe werd vicesecretaris-generaal van de ZAPU. De ZAPU streefde naar directe onafhankelijkheid van Zuid-Rhodesië. In 1963 ontstond er een breuk tussen Nkomo en Mugabe en richtte Mugabe de Zimbabwe African National Union (ZANU) op. Ndabaningi Sithole, een andere belangrijke nationalist, werd voorzitter en Mugabe secretaris-generaal.

## Guerrillaoorlog
In november 1965 riep Ian Smith, de premier van de blanke minderheidsregering van Zuid-Rhodesië, de onafhankelijkheid uit. Deze onafhankelijkheidsverklaring werd, afgezien van Zuid-Afrika, door geen enkel ander land erkend. Omdat de uit blanken bestaande regering, in de ogen van de zwarte meerderheid, de macht amper wilde delen met de zwarte bevolking, kwamen de ZANU van Mugabe en de ZAPU van Nkomo in opstand.
De ZANU richtte een militaire afdeling op: de ZANLA (Zimbabwe African National Liberation Army). De ZANLA voerde aanvallen uit op boerderijen van blanke boeren en viel posten van het Rhodesische leger aan. Mugabe opereerde vanuit Portugees-Mozambique, maar werd door de autoriteiten aldaar gearresteerd. Toen Mozambique in 1975 de onafhankelijkheid verkreeg van Portugal, werd Mugabe vrijgelaten. Robert Mugabe zette Sithole als voorzitter van de ZANU af en nam zelf het voorzitterschap op zich. Hij werd tevens commandant van de radicale ZANLA en Nkomo werd commandant van de ZIPRA (Zimbabwe Independent People's Revolutionary Army). In 1976 gingen de ZANU van Mugabe en de ZAPU van Nkomo een bondgenootschap aan onder de naam Patriotic Front (PF).

## President
In april 1979 werd Abel Muzorewa van het United African National Congres (UANC) gekozen als premier in Zimbabwe-Rhodesië. Deze verkiezingen werden internationaal niet erkend. In september 1979 begonnen de Lancaster House-vergaderingen in Londen die leidden tot onafhankelijkheid na verkiezingen. Bij de verkiezingen van februari 1980 behaalde ZANU-PF 57 zetels; wel werd er door Britse waarnemers gesproken van 'intimidatie in bepaalde gebieden'. Alle 20 voor blanken gereserveerde zetels gingen naar de partij van Ian Smith. De oppositie bestond verder uit Nkomo's partij ZAPU (met 20 zetels) en Muzorewa's partij UANC (met drie zetels). Sitole's partij ZANU won geen zetels.
Mugabe voerde als premier een gematigd socialistisch bewind en hield rekening met de blanke minderheid. Er was sprake van een periode van verzoening. Hij stond bekend als sterk tegenstander van homofilie.
In 1982 werd de Vijfde Brigade opgericht door Mugabe. De leden van deze brigade kwamen van de ex-ZANLA-troepen en werden getraind door Noord-Koreaanse militairen. De Vijfde Brigade was verantwoordelijk voor de geschatte 20.000 doden in Matabeleland. Deze moorden, die aanhielden tot 1985, zijn nu erkend als een genocide. De Vijfde Brigade stond rechtstreeks onder het commando van Robert Mugabe en niet onder de leiding van het Zimbabwaanse leger.
In 1987 hief de regering de voor de blanken gereserveerde zetels op. Dit betekende overigens niet dat blanken geen parlementariër meer mochten worden. Alleen het verplichte aantal van 20 speciaal voor de blanken gereserveerde zetels kwam te vervallen. Zimbabwe kreeg een presidentieel stelsel en Mugabe volgde Canaan Banana als president op. In 1988 fuseerde ZANU-PF met de ZAPU. Nkomo werd plaatsvervangend voorzitter van ZANU-PF. Hoewel het leek dat Zimbabwe nu een eenpartijstaat begon te worden werd in mei 1989 door oud-minister Edgar Tekere de Zimbabwe Unity Movement (ZUM) opgericht.
Mugabe heeft uit binnen- en buitenland door de jaren heen veel kritiek gekregen vanwege zijn regeerstijl, die door leden van de oppositie en mensenrechtenorganisaties als autocratisch wordt bestempeld. In juli 2016 verloor hij om dezelfde reden zelfs de steun van veteranen uit de Onafhankelijkheidsoorlog, die hem decennialang hadden gesteund.
In december 2016 benoemde ZANU-PF Robert Mugabe als kandidaat voor de presidentsverkiezing in 2018. Tegen die tijd zou Mugabe 94 jaar oud zijn. Eind 2017 ontsloeg Mugabe zijn vicepresident en mogelijke opvolger Emmerson Mnangagwa. De algemene verwachting van analisten was dat daarmee de weg geplaveid werd voor Mugabes echtgenote om haar man als president en partijleider op te volgen. Op 14 november 2017 greep het leger in. Mnangagwa, die bij het leger erg populair is, werd door de militairen weer in de regering gezet. Duizenden Zimbabwanen gingen de straat op om het aftreden van Mugabe als president te eisen. Op 19 november werd Mugabe afgezet als partijleider van zijn regeringspartij ZANU-PF, maar in een toespraak op die dag liet hij niet blijken of hij dacht aan aftreden als president. Op 21 november 2017 trad Mugabe alsnog af als president van Zimbabwe, naar eigen zeggen vrijwillig. Het parlement was echter dezelfde dag al gestart met een afzettingsprocedure.

## De huwelijken van Mugabe
Mugabe trouwde in 1961 met de Ghanese Sally Hayfron. Zij werd alom gerespecteerd. Mugabe kreeg bij haar één kind dat op vierjarige leeftijd overleed. In 1990 sloot Mugabe een tribaal huwelijk met zijn secretaresse Grace Marufu, met wie hij al jaren een relatie en inmiddels twee kinderen had. Zijn huwelijk met Hayfron werd echter niet ontbonden en zij overleed in 1992 aan een nieraandoening. In 1996 trouwde Mugabe Grace Marufu officieel voor de Rooms-Katholieke Kerk.

## Confuciusprijs
In oktober 2015 kreeg Mugabe de Confuciusprijs voor de Vrede, die ook wel de Chinese "Nobelprijs voor de Vrede" wordt genoemd. Hij kreeg de prijs, omdat hij "met energie heeft gewerkt aan de zoektocht voor wereldwijde harmonie en zijn best heeft gedaan om de welvaart van de bevolking in Zimbabwe te verbeteren". Een paar dagen later weigerde Mugabe de prijs aan te nemen, omdat de Chinese regering niet betrokken was bij de instantie die de prijs uitreikte.
- Biblioteca Nacional de España: XX4783883
- Bibliothèque nationale de France: cb119518966 (data)
- Gemeinsame Normdatei: 11878529X
- International Standard Name Identifier: 0000 0000 7829 2673
- Library of Congress Control Number: n80102736
- Nationale Bibliotheek van Letland: 000279293
- National Archives and Records Administration: 10568020
- Nationale Bibliotheek van Tsjechië: xx0002136
- Nationale Bibliotheek van Israël: 987007265491005171
- Nationale Bibliotheek van Polen: a0000002720560
- Nederlandse Thesaurus van Auteursnamen: 147766001
- Istituto Centrale per il Catalogo Unico: LIGV033810
- LIBRIS: 220684
- SNAC: w62k0bmh
- Système universitaire de documentation: 070292787
- Trove: 852504
- Virtual International Authority File: 19617
- WorldCat: E39PBJfrQJV7947dmCTXwxjHmd